# Kooksteen

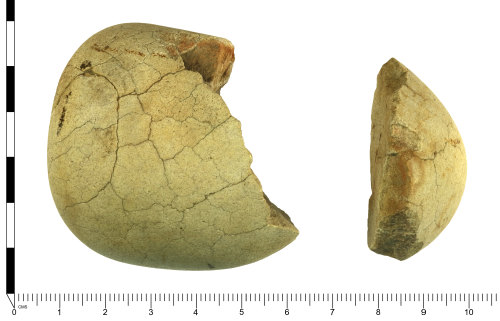
twee onvolledige, door vuur gebarsten kasseien van onbekende datum die zijn blootgesteld aan hoge hitte waardoor ze barsten en breken (gevonden tijdens veldwandelingen op bouwland nabij Goole in Yorkshire, Engeland)

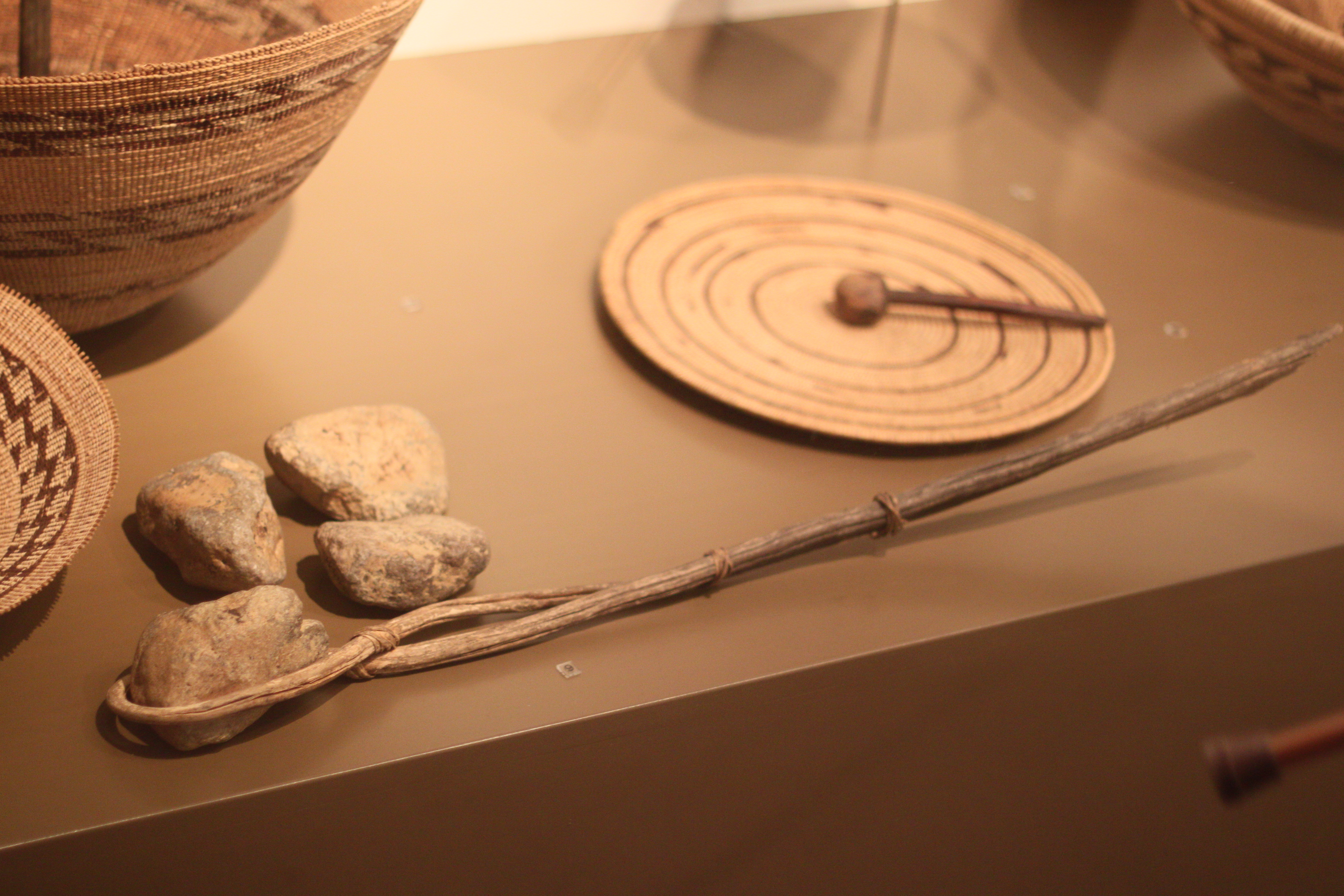
een houten vork en vier kookstenen van speksteen (Etnologisch Museum, Berlijn-Dahlem)
In de meeste delen van Californië werd er in waterdichte manden gekookt. Eerst werd het eikelmeel gemengd met water. Door het toevoegen van gloeiend hete stenen werd de eikelpap verwarmd. Na afkoelen werden de stenen met een houten vork eruit gehaald en vervangen door nieuwe totdat de brij volledig gaar was.

Een kooksteen is in de archeologie of antropologie een verwarmde steen die werd gebruikt om water te verwarmen, meestal door mensen die geen toegang hadden tot aardewerken of metalen vaten.

## Archeologie
De term verwijst naar een steen die wordt gebruikt om warmte van een vuur naar een vat te verplaatsen om de temperatuur van het water in het vat te verhogen of te koken. De steen wordt verwarmd in een vuur of in sintels. Wanneer ze warm genoeg is, wordt de steen overgebracht in een vat met water om de inhoud daarvan te verwarmen. Het vat kan van metaal zijn (hoewel dit ongebruikelijk is, omdat metaal normaal gesproken sterk genoeg is om directe hitte van een vuur op te nemen), aardewerk dat niet van goede kwaliteit is om direct aan de hitte van het vuur te worden blootgesteld, of een houten vat.     
In een pre-aardewerkcontext kan het verwarmen ook worden gedaan door een put te bekleden met leer, bladeren of klei, vervolgens het water erin te doen, gevolgd door kookstenen.    
Kookstenen kunnen worden herkend omdat de herhaalde blootstelling aan de hitte van het vuur, doorgaans gevolgd door het snel afkoelen in water, leidt tot grote thermische spanning op het steenweefsel als gevolg van de thermische uitzetting en samentrekking. Dit leidt doorgaans tot gedeeltelijke verglazing van het steenoppervlak en een fijn netwerk van haarscheurtjes op het steenoppervlak. Uiteindelijk verbrokkelt de steen.  
Individuele fragmenten kunnen worden hergebruikt totdat het onhaalbaar wordt om de steen in en uit het vuur te manipuleren, waarna de fragmenten worden weggegooid en een nieuwe kooksteen wordt aangeschaft. Vaak worden de kapotte kookstenen weggegooid in stortplaatsen of in stortplaatsen voor huishoudelijk afval, die op reeds lang bestaande locaties vele tonnen materiaal kunnen bedragen. 
Hergebruik als bouwmateriaal is niet onmogelijk, maar de meest kleine omvang van de fragmenten belemmert dit.

### Identificatie
Het ontstaan van haarscheurtjes in het oppervlak is niet beperkt tot kookstenen; haardstenen en de randen van open haarden kunnen ook dezelfde structuur vertonen. Omdat een kooksteen echter op armlengte in en uit het vuur moet worden gemanipuleerd (in antropologische observaties meestal met behulp van stokken van groen hout), wegen ze aanvankelijk enkele kilo's, en krimpen door fragmentatie. Haardstenen en schoorsteenvoeringen zijn doorgaans groter.